# آلبرت الیس (بازیکن فوتبال، زاده ۱۹۹۶)
آلبرت الیس (انگلیسی: Alberth Elis؛ زادهٔ ۱۲ فوریهٔ ۱۹۹۶) بازیکن فوتبال اهل هندوراس است.
از باشگاه‌هایی که در آن بازی کرده است می‌توان به باشگاه فوتبال دپورتیوو المپیا و باشگاه فوتبال هیوستون دینامو اشاره کرد.
وی همچنین در تیم‌های ملی فوتبال زیر ۲۳ سال هندوراس و هندوراس بازی کرده است.